# Провинциальный великий мастер
Провинциальный великий мастер (англ. Provincial Grand Master) (ПВМ) — высшая масонская, офицерская должность в провинциальной великой ложе. Похожее название должности используется также в некоторых парамасонских организациях.

## В масонстве

### История появления
Первая символическая масонская великая ложа была образована в Лондоне в 1717 году четырьмя масонскими ложами и носила название Великая ложа Лондона и Вестминстера, подчёркивая тем самым привязку к территории на которой она находилась. Когда масонские ложи стали появляться в других городах и на других территориях, появилась необходимость группировать их в территориальные структуры, так начали появляться провинциальные великие ложи. Самый первый провинциальный великий мастер был назначен для Чешира в 1725 году. В настоящее время под юрисдикцией Объединённой великой ложи Англии, в Англии и Уэльсе, находятся 47 провинциальных великих лож.

### Использование во всём мире
Этот промежуточный уровень управления не ограничивается только Англией и Уэльсом. Есть регионы (с провинциальными великими мастерами) в Великой ложе Ирландии, в Великой национальной ложе Франции и в Великой ложе Шотландии. Однако, не все масонские юрисдикции имеют провинции и провинциальных великих мастеров.

### Альтернативные названия
Под юрисдикцией Объединённой великой ложи Англии, три органа управления существуют для этого промежуточного управления. В графствах Англии и Уэльса есть провинции, каждую из которых возглавляет провинциальный великий мастер. В заморских территориях, контролируемых из Лондона (в основном в границах бывшей Британской империи) эквивалентная единица называется округ, который возглавляет окружной великий мастер. С 2002 года предприняты попытки создания эквивалентной прослойки администрирования и управления в городской агломерации, которая известна, как столичный район, которым руководит столичный великий мастер. Единственный такой столичный район создан в Лондоне, хотя потенциально аналогичное территориальное объединение может быть создано в любом крупном английском или валлийском городе, таких как Бирмингем или Манчестер. Аналогичным образом, Великая ложа Ирландии имеет столичный район Дублина, а Великая ложа Шотландии имеет провинции в Шотландии и за рубежом. Все провинциальные великие мастера, столичные великие мастера, и окружные великие мастера имеют патент о назначении на должность от великого мастера своей великой ложи, с помощью которого он делегирует им полномочия, чтобы управлять масонскими ложами входящими в их провинции, районы и округа.

### В женском масонстве
В Ордене женщин масонов используют точно такие же ритуалы, знаки и регалии, что и их коллеги-мужчины. Таким образом, вышеизложенное относится (с небольшими местными отличиями) к женским масонским великим ложам во всём мире.

## В немасонских организациях
Те же органы управления находятся также исторически и у оранжистов, протестантской организации, имеющей сильное сходство с масонством с точки зрения регалий и символизма, в Северной Ирландии, где был основан Оранжевый орден, и за рубежом.
Организация называющая себя «Oddfellows», отчасти имитирует иерархические структуры масонов. В манчестерском объединении лож этой организации есть должность провинциального великого мастера.
Другая братская организация — «Буйволы», использует аналогичное название, только с небольшим отличием — провинциальный великий примо.